# Kis-Gerlachfalvi-csúcs
A Kis-Gerlachfalvi-csúcs (Kotlový štít) a Gerlachfalvi-csúcsnak csupán vállszerű DK. előfoka. A főcsúcs felől jövő gerinc itt két ágra szakad, a dk. Ördög-gerincre és a DNY., Dromedár-hát néven ismert gerincre. E két gerinc a D felé nyitott, óriási Gerlachfalvi-katlant fogja össze. 
Neve a Gerlachfalvi-masszívumban elfoglalt helyére utal. A Katlan-csúcs elnevezést -- a csúcs alatta lévő Gerlachfalvi-katlan szerint -- Dénes F. javasolta az MKE 1898-as Évkönyvében.